# James Masters
James William Masters, noto anche con lo pseudonimo di Judy Masters (Wollongong, 21 maggio 1892 – Wollongong, 2 dicembre 1955), è stato un calciatore australiano, di ruolo attaccante.

## Biografia
Aveva due fratelli maggiori, Alex e Charlie, che anch'essi praticavano calcio. Lavorò nelle miniere di carbone con il padre e durante la prima guerra mondiale servì nella British Army a Gallipoli ed in Francia, restando in servizio sei anni. Sposò a Wollongong nel 1920 Annie Barraclough, che conobbe in Inghilterra durante il conflitto mondiale, e da cui ebbe due figlie ed un bambino morto nell'infanzia.
Nel 2009 è stato inserito nella Soccer Hall of Fame australiana ed è stato considerato all'epoca il più importante giocatore nativo del movimento calcistico australiano.

## Caratteristiche tecniche
Fisicamente era piccolo e di corporatura leggera ma la sua agilità, istinto e abilità nel controllo di palla sopperivano a questa mancanza. Si distingueva per la sua abilità nel segnare, nel leggere il gioco e per la facilità nel cambiare la propria posizione, essendo forte nel tiro con entrambi i piedi. Apprezzava il gioco di squadra. Il suo stile di gioco fece da scuola ai giocatori australiani dotati di una corporatura minuta come la sua, per riuscire ad affermarsi nel paese dove si giocava un calcio molto rude e fisico.

## Carriera

### Club
Si formò nel Balgownie Rangers, dove venne allenato da Tom Thompson sr. e dai suoi fratelli maggiori Alex e Charlie ed a cui legò buona parte della sua carriera agonistica, divenendone poi leader silenzioso e seguito, forte anche della sua esperienza militare nella prima guerra mondiale. Durante gli anni della guerra, nelle pause dal fronte, giocò con alcune squadre dell'esercito in Inghilterra e Francia. Il Balgownie Rangers gli ha poi dedicato il proprio campo di gioco. Giocò inoltre nel Granville e nel Newtown.
Nella sua carriera agonistica ha giocato più di 400 partite di club e rappresentative, segnando 351 reti, senza mai essere ammonito o espulso. Per la sua carriera e l'esempio di sportività divenne noto come "Little Master", piccolo maestro in inglese.
Lasciato il calcio giocato è rimasto in seno al Balgownie Rangers come segretario e allenatore.

### Nazionale
Venne selezionato nella rappresentativa giovanile del Nuovo Galles del Sud.
Giocò 22 incontri con la nazionale dei Socceroos tra il 1923 ed il 1928, segnando 5 reti.